# Oscar Safuán
Oscar Nelson Safuán (San Estanislao, 21 de septiembre de 1943-Río Grande del Sur, 28 de mayo de 2007) fue un compositor y arreglista paraguayo. Fue el creador de la avanzada, género musical de inspiración folklórica que tuvo su origen en la fusión de la polca paraguaya y la guarania, con influencias de la música popular brasilera como el bossa nova y la balada.

## Infancia y juventud
Nació el 21 de septiembre de 1943 en San Estanislao, Paraguay. Su padre Sado Safuán era de origen libanés. Ejerció el servicio militar obligatorio en Santaní. De joven demostró interés por la música, aprendiendo a tocar primero el organillo, luego la guitarra y en breve se encontró formando el primer trío. Safuán ejercitó sus talentos musicales tocando serenatas y en programas de radio de Asunción, estableciéndose la meta de llegar con la música paraguaya al Brasil. 
Su primer trío tuvo el nombre de «Los hijos del Paraguay», denominación que sería airosamente cuestionada por su padre quien, luego de la primera presentación le dijo: «¡Cómo, mi amigo, Hijos del Paraguay y no hijo de árabe! ¡Usted es hijo de libanés y debe estar orgulloso de ello!» La razón de su enojo era porque Sado Safuán no deseaba que su hijo sintiera vergüenza del origen de su familia. Por varios días, Oscar trató de explicarle a su padre el verdadero sentido del nombre que habían escogido para el trío, aunque las explicaciones no lograron convencer del todo a Sado.

## Primeros pasos
Hacia finales del año 1962, el trío partió rumbo a la ciudad de Foz do Iguaçu, Brasil. Una vez ubicados allí, iniciaron una serie de presentaciones en algunos restaurantes, lo que les permitía cubrir los mínimos gastos diarios.
De Foz do Iguaçu, partieron hacia Curitiba, capital del estado de Paraná. Con un improvisado álbum, compuesto por ocho fotografías tomadas en un laboratorio cercano a la terminal de ómnibus, partieron a la búsqueda de trabajo en la gran ciudad. Su búsqueda se centraba, principalmente, en los restaurantes y churrasquerías, de tal modo a conseguir, por lo menos, una buena comida cada día. También recorrieron periódicos, estaciones de radio y el único canal de televisión que existía en ese entonces en Curitiba. Fue allí que realizaron una serie de presentaciones en un programa conducido por Kar Maia, presentador de programas televisivos. 
Ya para ese tiempo, el trío se denominaba «Los tres soles» y estaba compuesto, además de Safuán (tercera voz del trío, primer requinto y arpa), por Darío Duarte, (segunda voz del grupo, guitarra y segundo requinto), y Antonio Gill (primera voz y maracas).
Una de las anécdotas de las primeras experiencias de «Los tres soles» cuenta que, como no disponían de dinero para la confección de un vestuario acorde, adquirieron una tela gruesa con franjas multicolores y la convirtieron en el tradicional poncho de sesenta listas que complementa el traje típico paraguayo del varón: camisa de ao po'i, pantalones y faja tricolor. Así se encontraban ataviados durante una de las tantas actuaciones en una casa de familia, cuando, al rato, se percataron que las cortinas de la vivienda estaban hechas de la misma tela utilizada por ellos en sus ponchos, lo que les hizo perder por completo el deseo de seguir utilizándolos.

## Trayectoria
Safuán se estableció entonces una nueva meta: llegar al mercado de São Paulo. Se radicó en la ciudad, y allí el grupo estableció contacto con otros artistas paraguayos que residían en esa ciudad, tal es el caso de Luis Bordón, Papi Galán y Américo Pereira; con este último, Safuán estudió teoría y solfeo. También estudió con maestros como Miguel Ángel Río, Rufo Herrera y Luis Pécora. En simultáneo, se dedicó a realizar arreglos musicales en casas discográficas y a las presentaciones del trío.
Más tarde, siguió estudiando con varios maestros. Safuán fundó una escuela de música, «Los Amigos», donde enseñó a otros paraguayos a leer pentagramas.
Cuestionado por la evolución de la música folklórica de su país, en el año 1974, inició investigaciones al respecto y elaboró las bases para una propuesta de proyección, desarrollando combinaciones rítmicas y melódicas, sobre la base de la fusión de la guarania y la polca paraguaya.
En 1977 presentó en Asunción un nuevo ritmo denominado «Avanzada», aplicado a su primera composición: «Tema paraguayo». Esta innovación musical contó con el apoyo de importantes figuras del ámbito musical paraguayo, entre ellos Mauricio Cardozo Ocampo, pero así también, la avanzada tuvo sus detractores.

## Estilo
Safuán presentó un nuevo estilo al tradicional folklore paraguayo mediante una fusión de la guarania y la polca paraguaya, tras varios años de investigación y estudio hacia la música de su país.
Según sus propios términos, la avanzada «...no es ni polca ni guarania. Es un nuevo ritmo generado por ambos, y que (como el niño) tiene vida y luz propia».
En este estilo musical, Safuán incorpora, a más de los ritmos folklóricos, instrumentos electrónicos, además de que se perciben influencias de la música popular brasilera, como el  bossa nova y la balada.

## Muerte
Falleció en Río Grande del Sur (Brasil) el 28 de mayo de 2007, aquejado de una dolorosa enfermedad.

## Obras
| Año    | Obras                                  |
| ------ | -------------------------------------- |
| 1977   | Tema paraguayo.                        |
| 1978/9 | Avanzada. Credo Badí badá              |
| 1980   | Paraguay 80                            |
| 1980/3 | Nacionales 1 Nacionales 2 Nacionales 3 |
| 1984   | Panambí hu                             |
| 1985   | Dos guitarras                          |

## Premios y distinciones
| Año    | Premiación |
| ------ | --- |
| 1985   | Premiado como uno de “Los doce del año”. Radio 1.º de Marzo. Asunción. Paraguay Plaqueta de reconocimiento. Dúo sertanejo “César e Paulinho”. Piracicaba. Brasil. |
| 1992   | Mención de honor del Ateneo Paraguayo. |
| 1990/4 | Homenajeado en dos oportunidades en el “Festival del Tapirakai” en San Estanislao. Paraguay                                                                       |
| 1997   | Homenajeado por el grupo “Arte y Amor” por la creación de la Avanzada. Autores Paraguayos Asociados (APA). Asunción. Paraguay.                                    |
| 1994/8 | Reconocimiento por los servicios prestados a la cultura nacional. Festival del Takuare’e. Vice Ministerio de Educación y Cultura. Guarambaré. Paraguay.           |
| 2000   | Homenajeado por el Instituto de formación docente Prof. Mercedes Bareiro de Fretes. Luque. Paraguay.                                                              |
| 2001   | Premio Nacional de Música 2001. Cámara de Senadores del Congreso Nacional del Paraguay.                                                                           |
| 2002   | Homenaje en el marco del Festival del “Colegio de Paraguayos Ilustres”. Capiatá. Paraguay                                                                         |
| 2003   | Reconocimiento por los servicios prestados al arte nacional. Teatro Municipal de San Lorenzo.                                                                     |